# Torneo WTA de Katowice 2014

El BNP Paribas Katowice Open 2014 es un torneo de tenis femenino jugado en canchas duras bajo techo. Será la segunda edición del BNP Paribas Katowice Open, en la categoría Internacional de la WTA Tour 2014. Se llevará a cabo en el estadio Spodek de Katowice, Polonia, del 7 de abril al 13 de abril de 2014.

## Cabezas de serie

### Individual
| Tenista              | Ranking | Preclasificada |
| Agnieszka Radwańska  | 3       | 1              |
| Roberta Vinci        | 16      | 2              |
| Carla Suárez Navarro | 17      | 3              |
| Alizé Cornet         | 23      | 4              |
| Klára Zakopalová     | 31      | 5              |
| Yvonne Meusburger    | 37      | 6              |
| Magdaléna Rybáriková | 38      | 7              |
| Tsvetana Pironkova   | 42      | 8              |

### Dobles
| Tenista                            | Ranking | Preclasificada |
| Klára Koukalová Monica Niculescu   | 73      | 1              |
| Darija Jurak Megan Moulton-Levy    | 99      | 2              |
| Sandra Klemenschits Andreja Klepač | 119     | 3              |
| Shuko Aoyama Renata Voráčová       | 120     | 4              |

## Campeonas

### Individuales femeninos
Alizé Cornet venció a  Camila Giorgi por 7-6(3), 5-7, 7-5

### Dobles femenino
Yuliya Beygelzimer /  Olga Savchuk vencieron a  Klára Koukalová /  Monica Niculescu por 6-4, 5-7, [10-7]